# 瓊山縣學宮
瓊山學宮，又稱「瓊山孔廟」、「瓊山文廟」，是宋代至清代瓊山府城的文廟和學宮的統稱。在今海南省海口市瓊山區府城街道文莊路17號。
瓊山學宮始建於宋代，幾經遷徙，現僅存大成殿。已列入海南省第二批文物保護單位名單。